# Kurumi kurin talbit
A Kurumi kurin talbit (hangul: 구르미 그린 달빛, RR: Gureumi geurin dalbit; „Felhők rajzolta holdfény”; angol címén Love in the Moonlight, alternatív angol címén Moonlight Drawn by Clouds) 2016-ban bemutatott dél-koreai történelmi televíziós sorozat, melyet a KBS2 televízió vetített Pak Pogom (Park Bo-geom), Kim Judzsong (Kim Yu-jeong), Csinjong (Jinyoung), Cshe Szubin (Chae Su-bin) és Kvak Tongjon (Kwak Dong-yeon) főszereplésével. A sorozatot Jun Iszu (윤이수, Yun I-su) azonos című webregénye alapján készítették. Nagy sikerrel, 23,3%-os nézettséggel vetítették.

## Történet
Raont gyerekkora óta fiúnak öltöztette édesanyja, a lány felnőve fiúnak álcázza magát, így keres pénzt. Szamnom (Samnom) néven udvarlási tanácsokat ad férfiaknak és romantikus ponyvaregényeket ír. Sok az adóssága, a hitelezője ennek fejében eladja eunuchnak. Miután éles eszének köszönhetően sikerül megúsznia a „kasztrálást”, Raon a palotába kerül eunuchnak. Itt rádöbben, hogy a fiatal, jóképű férfi, akivel korábban összetűzésbe keveredett, majd összebarátkozott, maga a koronaherceg, I Jong (Lee Yeong). A lány a herceg személyi eunuchja lesz, aki természetesen kasztrált férfinak hiszi, mint mindenki az udvarban – kivéve Kim Junszong (Kim Yun-seong)ot, a főminiszter unokáját, aki tapasztalt nőcsábász lévén azonnal kiszúrja az álcáját.

## Szereplők

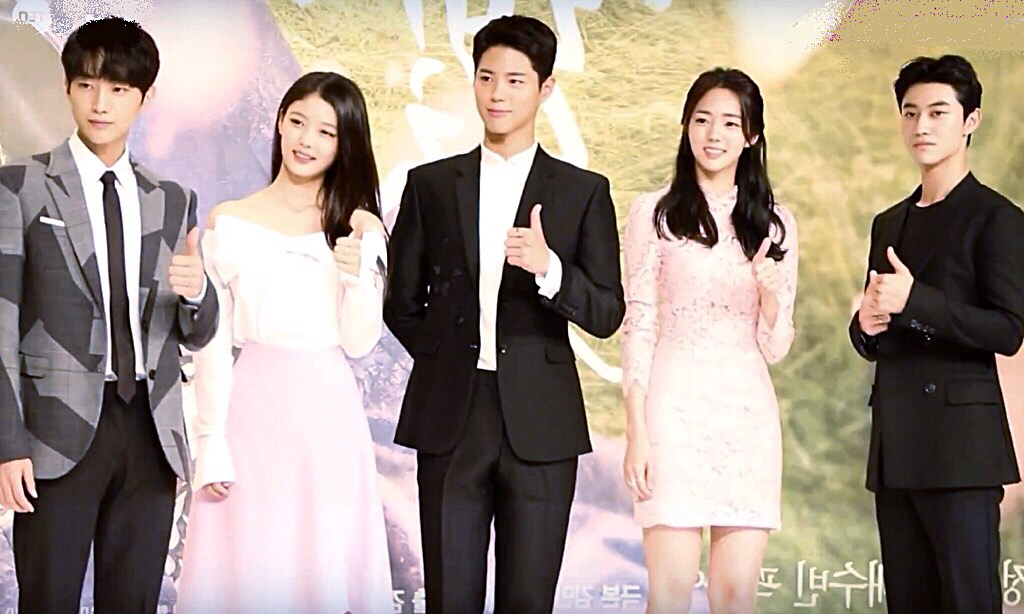
Balról jobbra: Csinjong (Jinyoung), Kim Judzsong (Kim Yu-jeong), Pak Pogom (Park Bo-geom), Cshe Szubin (Chae Su-bin) és Kvak Tongjon (Kwak Dong-yeon) a sajtótájékoztatón

Főszereplők
- Pak Pogom (Park Bo-geom) (박보검): I Jong ( 이영, Lee Yeong) herceg
- Kim Judzsong (Kim Yu-jeong) (김유정): Hong Naon/Hong Szamnom (홍라온 /홍삼놈, Hong Ra-on/Hong Sam-nom)
- Csinjong (Jinyoung) (진영): Kim Junszong (김윤성, Kim Yun-seong)
- Cshe Szubin (Chae Su-bin) (채수빈): Cso Hajon (조하연, Jo Ha-yeon)
- Kvak Tongjon (Kwak Dong-yeon) (곽동연): Kim Bjongjon (김병연, Kim Byeong-yeon)

Királyi család
- Kim Szungszu (Kim Seung-su) (김승수): király
- Cson Miszon (Jeon Mi-seon) (전미선): Szugi (Suk-ui) ágyas a Pak (Park) klánból (숙의박씨)
- Csong Hjeszong (Jeong Hye-seong) (정혜성): Mjongun (Myeong-eun) hercegnő (명은공주)
- Ho Dzsongun (Heo Jeong-eun) (허정은): Jongun (Yeong-eun) hercegnő (영은옹주)

Kim klán
- Cshon Hodzsin (Cheon Ho-jin) (천호진): Kim Hon (김헌, Kim Heon) főminiszter, Kim Junszong (Kim Yun-seong) nagyapja, Kim királyné apja
- Han Szujon (Han Su-yeon) (한수연): Kim királynő (중전 김씨)

Eunuchok
- Csang Gvang (Jang Gwang) (장광) : Han eunuch (한상익)
- I Dzsunhjok (Lee Jun-hyeok) (이준혁): Csang (Jang) eunuch (장내관)
- Cso Hibong (Jo Hui-bong) (조희봉): Szong (Seong) eunuch (성내관)
- Cshö Decshol (Choi Dae-cheol) (최대철): Ma eunuch (마종자)